# Matthes Ziegler
Matthes Ziegler – vor 1933 „Johannes Matthäus Ziegler“ und nach 1945 „Matthäus Ziegler“ – (* 11. Juni 1911 in Nürnberg; † 12. August 1992 in Penzberg) war ein deutscher Theologe und in der Zeit des Nationalsozialismus ein führender Mitarbeiter im Amt Rosenberg.

## Biografie
Matthäus Ziegler war der Sohn eines Werkmeisters in Nürnberg und besuchte dort das Reform-Realgymnasium, wo er 1930 das Abitur absolvierte. Bereits als Schüler schloss er sich 1929 dem völkischen Jugendbund Adler und Falken an. Ab 1930 studierte er in Erlangen Germanistik und evangelische Theologie. Am 1. November 1930 trat er dem Nationalsozialistischen Deutschen Studentenbund und am 1. März 1931 der NSDAP (Mitgliedsnummer 786.463) sowie der SA (Mitglied bis 30. September 1933) bei. Während seines Studiums wurde er 1930 Mitglied der Burschenschaft Germania Erlangen.
Zum Wintersemester 1931/1932 wechselte Ziegler an die Universität Greifswald und wurde dort Schüler des Volkskundlers Lutz Mackensen. Unter seiner Obhut begann er im Sommer 1932 mit Vorarbeiten zu seiner philologischen Dissertation „Die moralische Stellung der Frau im deutschen und skandinavischen Märchen“, mit der er 1936 an der Universität Greifswald promoviert wurde. Als Mackensen im Herbst 1932 an das Herder-Institut Riga berufen wurde, setzte er an der deutsch-baltischen Hochschule sein Studium der deutschen und nordischen Philologie und der Volkskunde fort. Hier lernte er auch seine spätere Frau, Lilli Freiin von Hoyningen-Huene, kennen, die er 1934 heiratete. Dieser Ehe entsprangen sechs Kinder.
Im Sommer 1933 verbrachte Ziegler drei Monate in Kopenhagen und Lund, um Material für seine Dissertation zu sammeln, kehrte jedoch nicht nach Riga zurück, sondern wechselte im Herbst 1933 an die Berliner Friedrich-Wilhelms-Universität und wohnte in Potsdam. Zum 1. Oktober 1933 trat er in die SS ein (SS-Nummer 99.438), in der er es bis zum Obersturmbannführer (1944) brachte. Mit seiner Schrift Kirche und Reich empfahl er sich 1933 bei verschiedenen Parteiführern und nannte sich fortan mit Vornamen Matthes. Zunächst berief ihn Reichsminister Walther Darré in seinem Stabsamt zum Abteilungsleiter für nordisches Brauchtum.
Anlässlich einer Führung durch eine von Ziegler geleitete Ausstellung lernte er im Januar 1934 Reichsleiter Alfred Rosenberg kennen. Rosenberg ernannte ihn kurz darauf zum Reichsamtsleiter im Amt Rosenberg, wo er die Leitung der Abteilung Archiv für kirchenpolitische Fragen übernahm, die 1937 in Amt Weltanschauliche Information und 1942 in Hauptamt Überstaatliche Mächte umbenannt wurde. Ihm unterstand die Abteilung für Volkskunde und Feiergestaltung. Er gehörte dem Sicherheitsdienst des Reichsführers SS (SD) an und war in Kirchenfragen der Verbindungsmann zu allen SS- und Polizeistellen. Zusätzlich ernannte ihn Rosenberg am 1. Mai 1934 zum Hauptschriftleiter der Nationalsozialistischen Monatshefte. Aus dieser Funktion schied er aufgrund eines internen Streits im Herbst 1939 aus.
Der Weltanschauungskampf gegen die Kirchen gehörte zu den wichtigsten Aufgaben Zieglers. Im September 1934 trat er aus der Kirche aus und gehörte zeitweise dem Führerrat der Deutschen Glaubensbewegung Jakob Wilhelm Hauers an. Ziegler war 1938 an einer Kampagne gegen führende Vertreter der Bekennenden Kirche beteiligt, die daraufhin von ihren kirchlichen Ämtern suspendiert und mit Disziplinarverfahren überzogen wurden.
Ziegler war Mitglied in verschiedenen Vereinen und Verbänden, so etwa der Nordischen Gesellschaft und des Lebensborn. 1937 wurde er Geschäftsführer einer Arbeitsgemeinschaft für Deutsche Volkskunde, die aus dem Amt Rosenberg entstand und der außer Ziegler Walther Darré, Konstantin Hierl, Baldur von Schirach und Heinrich Himmler angehörten. Seinen Kriegsdienst 1939 begann er in einer Propagandakompanie der SS und war seit 1941 Oberdienstleiter bei der Partei. Im Oktober 1944 wurde ihm eine vorbildliche SS-Haltung und bedingungslose nationalsozialistische Weltanschauung attestiert.
Von Mai 1945 bis Oktober 1946 befand sich Ziegler in britischer Kriegsgefangenschaft. Als erheblich Belasteter wurde er zusätzlich ein Jahr interniert, zuletzt im Internierungslager Neuengamme. Im November 1947 wurde er als „Kenntnisverbrecher“ zu vier Monaten Gefängnis verurteilt.
Nach seiner Haftentlassung 1947 nannte sich Ziegler wieder mit Vornamen Matthäus. Er versuchte zunächst in der bayrischen Landeskirche unterzukommen, wurde dort jedoch abgewiesen. Durch eine Vermittlung traf Ziegler am 5. Januar 1948 Martin Niemöller, der ihm weitere Möglichkeiten eröffnete. Sein 1932 abgebrochenes Theologiestudium setzte er am Konsistorium Wiesbaden fort und legte dort im Oktober 1949 das 2. Examen ab. Im November 1949 wurde er zum Pfarrassistenten in Mörlenbach/Rimbach ernannt und war dort seit 1953 auch Pfarrer. 1955 musste er nach Konflikten die Gemeinde verlassen und ging ans Konfessionskundliche Institut in Bensheim, wo es ebenfalls zu Spannungen kam. 1956 war Ziegler kurzzeitig Religionslehrer am Leibniz-Realgymnasium in Frankfurt-Höchst. Noch im selben Jahr wurde er Pfarrer in Langen und blieb es bis zu seinem Ruhestand 1976. Danach siedelte Ziegler nach Oberbayern und verstarb 1992 in Penzberg im Alter von 81 Jahren.

## Schriften
- Kirche und Reich im Ringen der jungen Generation, Leipzig: Klein 1933 (Reden und Aufsätze zum nordischen Gedanken; 6).
- Der Deutsche im Baltikum: für die Jugend zusammengestellt, Langensalza [u. a.]: Beltz 1934 (Der Deutsche im Auslande; 2).
- Volkskunde auf rassischer Grundlage: Voraussetzungen und Aufgaben, München: Zentralverlag der NSDAP, Eher [ca. 1935] (Nationalsozialistische Wissenschaft; 4).
- Der Protestantismus zwischen Rom und Moskau, München: Hoheneichen-Verlag 1937.
- Die Frau im Märchen, Leipzig: Koehler & Amelang, 1937 (Deutsches Ahnenerbe, Reihe B, Fachwissenschaftliche Untersuchungen; 2).
- Illusion oder Wirklichkeit? Offenbarungsdenken und mythischer Glaube, München: Hoheneichen-Verl. 1939.
- Hg.: Soldatenglaube Soldatenehre: ein deutsches Brevier für Hitler-Soldaten, Berlin: Nordland-Verlag 1939 (Nordland-Bücherei; 10).
- Volkskunde auf rassischer Grundlage: Voraussetzungen und Aufgaben, München: Hoheneichen-Verl. 1939.
- Die Aufgaben der Arbeitsgemeinschaft für Deutsche Volkskunde. In: Ernst Otto Thiele (Bearb.): Das germanische Erbe in der deutschen Volkskultur. Die Vorträge des 1. Deutschen Volkskundetages zu Braunschweig, Herbst 1938, München: Hoheneichen 1939, S. 7–9.
- Aberglaube: eine volkskundliche Wert- und Begriffsbestimmung, Berlin: Stubenrauch 1940 (Stubenrauchs deutsche Grundrisse. Die Schwarze Reihe = Deutsche Kultur; 2/3).
- Hg.: Wie die Pflicht es befahl: Worte unserer Weltkriegsdichter. Feldpost-Ausgabe, Berlin: Nordland Verlag 1940 (Nordland-Bücherei; 15).
- Was sagen die Weltkirchen zu diesem Krieg? Zeugnisse und Urteile, Berlin: Stollberg [1941].
- Gültigkeit und Zweckmäßigkeit des Reichskonkordates, Darmstadt: Stimme der Gemeinde 1956.
- Engel und Dämon im Lichte der Bibel: mit Einschluss des außerkanonischen Schrifttums, Zürich: Origo-Verlag 1957 (Lehre und Symbol; 7).